# Epidendrum pansamalae
Epidendrum pansamalae är en orkidéart som beskrevs av Rudolf Schlechter. Epidendrum pansamalae ingår i släktet Epidendrum och familjen orkidéer. Inga underarter finns listade i Catalogue of Life.